# Tégmina

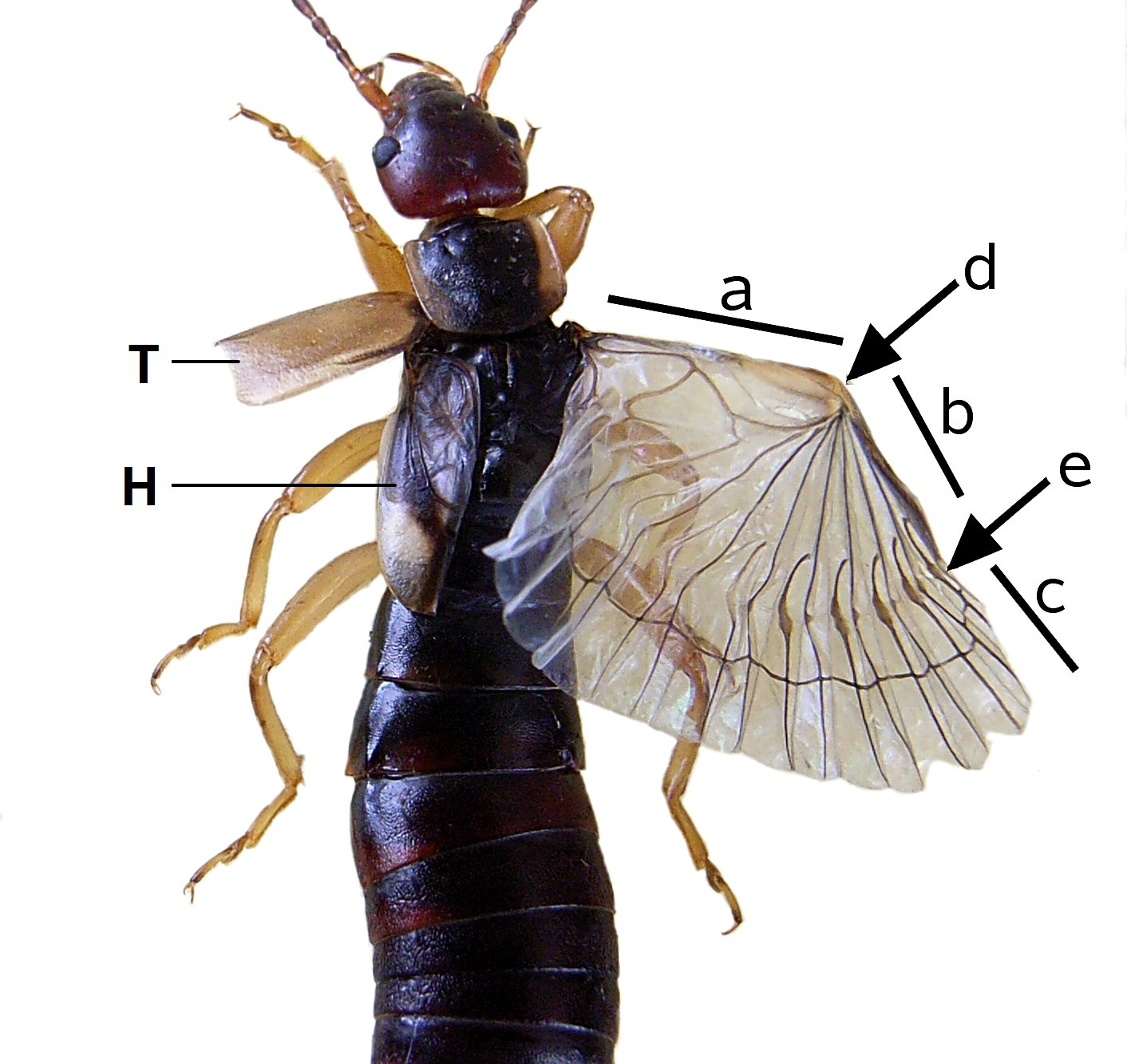
Tégmina de um insecto.

Tégmina (do latim: tegmina, plural de tegmen) é a designação dada em zoologia à asa anterior coriácea dos ortópteros.